# Мегединюк Марко Степанович
Марко́ Степа́нович Мегединю́к (1842, с. Річка, нині Косівського району Івано-Франківської області — 1912, Косів (Москалівка), Косівський район) — український народний різьбяр.
Найбільш повна біографічна довідка, зі слів самого майстра, – Марка Мегединюка описана етнографом і дослідником Гуцульщини XIX – початку XX ст. Володимиром Шухевичем у праці «Гуцульщина». Хоча при цьому виникають великі сумніви з приводу такої зустрічі тому, що досить важливі дані – рік народження та написання прізвища у праці написані неправильно. В чому ж причина? Маючи досить добрі організаторські здібності та підприємницьку «жилку», дослідникові вдалося організувати коло помічників,так званих кореспондентів, – громадських діячів, вчителів, письменників, майстрів, священиків, які проживали в цьому краї і займалися зібранням фольклорно-етнографічного матеріалу, що й був використаний для написання монографії «Гуцульщина». Тому, найбільш ймовірно, що цей опис був поданий одним із помічників і опрацьований вже В. Шухевичем. Безперечно, автор «Гуцульщини» виконав досить важливу роботу, але найбільша його заслуга в цьому дослідженні – це, перш за все, як автора-упорядника цих матеріалів та організації видання цієї праці.
Народився Марко Мегединюк весною 1840 року в мальовничому гуцульському селі Річка, тепер Косівського району Івано-Франківської області в багатодітній родині. Батько був родом з Річки, а мати – з сусіднього села Брустурів. «Нас було семеро братів:  Федір, я (Марко), Гаврило, Іван, Микола, Юра і Петро», – згадував Марко. Оскільки він був майже найстаршим серед семи дітей, тому допомагав матері доглядати своїх братів. У вільний від роботи час, з великим захопленням робив топірці та конструював млини на потічках. У зв’язку з тим, що постійно порався по господарству, грамоту опанував самотужки. З 8 років аж до парубочих літ робив топірці для дітей, які успішно продавав на всю Гуцульщину. Майстерності художньої обробки виробів з металу хлопець навчився у відомого на той час мосяжника з Брустурів – Никора Дутчака.
Уникнувши служби у війську, через постійні конфлікти з батьком у 27 років Марко одружується та йде жити до дружини. Але й тут не було життя. «Зароблені гроші тесть пропивав. Марко був змушений покинути родину і шукати роботу для заробітку спочатку у Перемишлі, а звідти – на Кальварію до Саноку, потім – до Ужгорода та Сигіту, а звідти, перейшовши Чорногірський хребет, повернувся назад додому в село. Трохи відпочивши, організував людей, що робили ложки з ялівцю, загрузив товар на підводу та й пішов до Чернівців, а звідти – перебрався до Угорщини. Після вдалої поїздки, ще три рази возив ложки до Угорщини, останній раз – в 1877 році. Складна ситуація, що склалася в родині змусила піти майстра на заробітки до Росії, спочатку – у Проскурів (тепер Хмельницький), а звідти – до Одеси, де тяжко працював на залізниці, але недовго – протягом чотирьох місяців. Після цього майстер продовжує займатися тільки різьбленням та мосяжництвом: виготовляє палиці, топірці, келихи, перстені, скриньки, тарелі, цимбали, меблі.
Марко Мегединюк побував у багатьох європейських містах тому, за свідченням сучасників, добре володів кількома мовами. У 1898 році він разом з кардиналом, митрополитом Української греко-католицької церкви Сильвестром Сембратовичем їздив до Риму на святкування ювілею 20-ліття понтифікату папи Лева XIII. У Ватикані митець власноручно вручив Папі свою скриньку, орнаментовану гармонійно підібраними пацьорками. За ініціативою чеського етнографа Франтішека Ржегоржа разом з групою галицьких і буковинських українців відвідав  етнографічну виставку в Празі 1895 року.
Під враженнями архітектури Праги, особливо готичного костьолу Божої Матері перед Тином, Марко Мегединюк створив хрест зі сливового дерева, багатоінкрустований різнобарвними пацьорками, рогом, кісткою, мосяжними дротиками, який нагадував одну з веж Тинського храму.  Приставши на пропозицію В. Шухевича, саме цей хрест у 1898 році до 50-літнього ювілею правління цісаря Франца Йосифа Марко надіслав в подарунок до Відня імператорові, за що цісарська канцелярія прислала майстрові 30 дукатів у золоті. Наразі місце знаходження хреста невідоме.
Протягом кількох років на межі століть М. Мегединюк працював у притулку фундації графа Скарбека у Закладі. Загалом, Заклад налічував 400 сиріт (250 хлопців та 150 дівчат) та 60 пристарілих. Чимало уваги у Закладі приділялося освіті молоді, тому в ньому була створена Крайова школа ремесел. Хлопці здобували робітничі професії: ковалів, слюсарів, бляхарів,  майстрів столярної справи, бондарів, стельмахів, сідлярів, а дівчата отримували професії у сфері обслуговування за спеціальностями: куховарство, городництво, шиття, ведення домашнього господарства.
Працюючи в школі, Марко Мегединюк виготовляв предмети домашнього вжитку – дерев’яний декор для костьолу та  декоративні прикраси для палацу. На прохання Палагеї – однієї з чотирьох дочок графа, відомої співачки, дипломантки музичної академії в Болоньї, активної діячки Червоного хреста Марко виконав напристільний хрест, багато-
інкрустований пацьорками та металічними капслями на тонованому дереві. Згодом, цей хрест був подарований церкві св. Василія в Річці. Після смерті майстра на хресті був виконаний напис білими пацьорками «Товариство червоного хреста наспомин своїм жертводавцям 1914-1916». У 1885 році майстер був одним з ініціаторів відкриття в Річці хати-читальні.
Після Закладу, в якому він відпрацював більше як десять років, у 1911 році повертається на Гуцульщину й оселяється в с. Москалівка (тепер м. Косів) у помешканні адвоката. Згодом Мегединюк з цим адвокатом підписали контракт, згідно якого той повинен був утримувати Марка до смерті, а після чого отримував у власність всі роботи майстра, що були на той час у нього. Цього ж року Мегединюк був запрошений на посаду вчителя різьби по дереву до заснованої ще в 1905 році на Буковині Вижницької школи різьбярства та металевої орнаментики, де на той час вже викладав Василь Девдюк – майбутній засновник Косівської школи різьблення та працював інструктором різьби по дереву та інкрустації Василь Шкрібляк. Помер знаменитий майстер у 1912 році й похований на Москалівському цвинтарі, де, згідно контракту, на могилі був встановлений кам’яний хрест з написом:

## Творчість

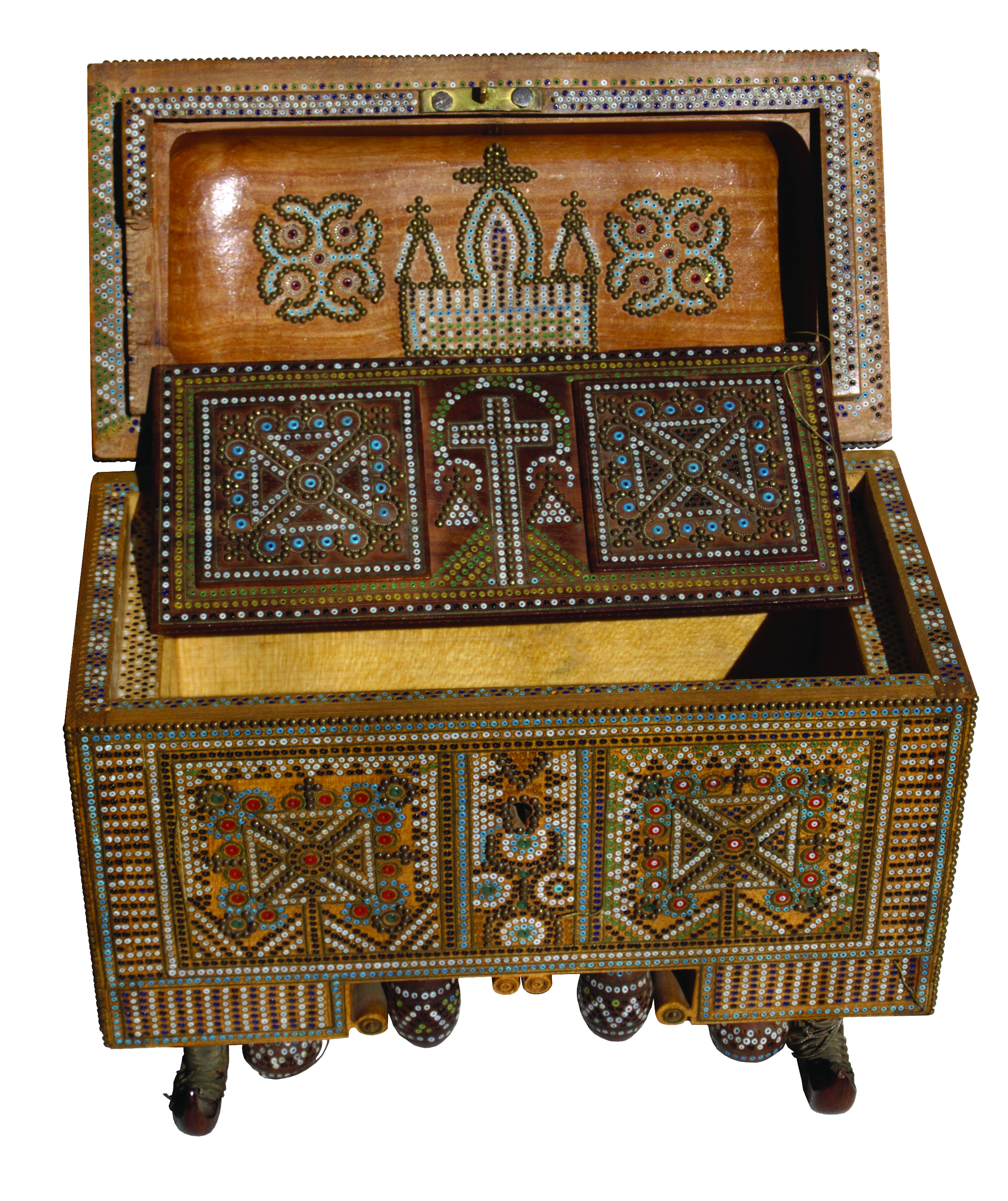
Марко Мегединюк. Скринька. Інкрустація бісером і металом. Кінець 19 століття

Першим застосував бісер для декорування виготовлених ним виробів. Виготовляв тарілки, скриньки, барильця, топірці, свічники, хрести й цимбали й оздоблював їх геометричним орнаментом із різнокольорового бісеру ніжних і тонко згармонійованих відтінків.
Твори експонувалися на виставках:
1880 рік – Етнографічна виставка в Коломиї.
1877 рік – Рільничо-промислова виставка у Львові.
1887 рік – Рільничо-промислова виставка у  Кракові.
1887 рік – друга Крайова етнографічна виставка у Тернополі.
1887 рік – виставка-ярмарок на Замковій горі у Львові.
1894 рік – Загальна крайова виставка  у Львові.
1898 рік – виставка краєвого базару у Львов.
1904 рік – виставка гуцульських виробів, організована повітовою радою у Косові.
1905 рік – “Вистава української штуки і українського артистичного промислу”, організована Товариством прихильників української літератури, науки і штуки у Львові, золота медаль.
1905 рік –  виставляв роботи в Етнографічному музеї у Відні.
1909 рік – Перша Хліборобська виставки у Стрию.
1910-1911 роки – Фабрично-заводська, художньо-промислова і сільськогосподарська всеросійська виставки в Одесі.
1912 рік – виставки домашнього промислу в  Коломиї.

Зберігаються твори в Музеї етнографії та художнього промислу Інституту народознавства НАН України. у Львові, у Львівському музеї українського мистецтва, Чернівецькому краєзнавчому музеЇ, методичному кабінеті Косівського інституту прикладного та декоративного мистецтва ЛНАМ, церкві св. Василія, с. Річка, Івано-Франківська обл., Віденському музеї народного мистецтва.

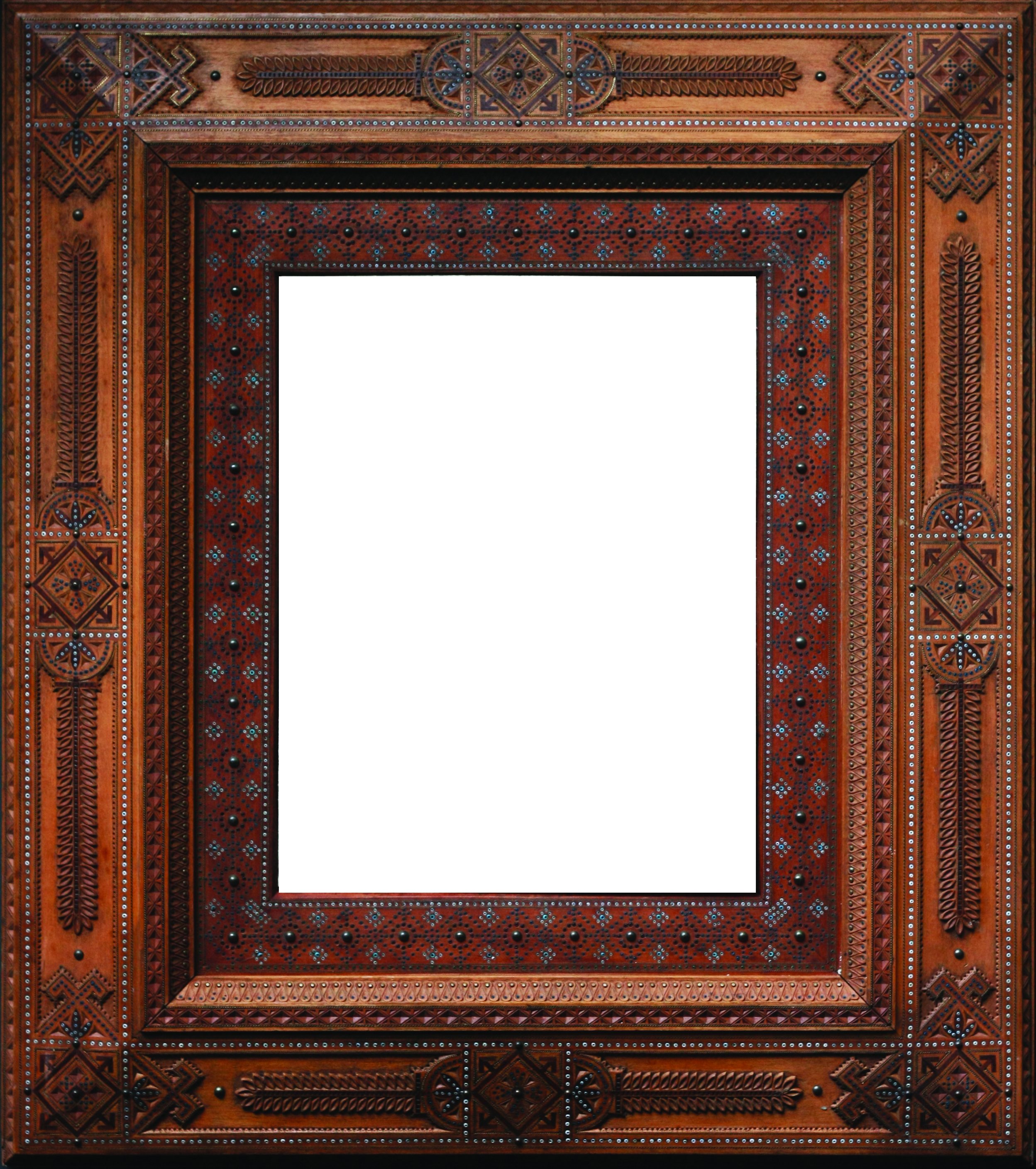
Рама. Столярна конструкція, плоска різьба, інкрустація деревом і бісером.